# Joseph Bech
Joseph Bech (n. 17 de febrero de 1887 en Diekirch, Luxemburgo-8 de marzo de 1975 en Luxemburgo) fue un político y abogado luxemburgués. Fue el decimoquinto primer ministro de Luxemburgo, ocupando el cargo durante once años, del 16 de julio de 1926 al 5 de noviembre de 1937. Volvió al cargo después de la Segunda Guerra Mundial, y sirvió durante otros cuatro años como decimoséptimo primer ministro de Luxemburgo, desde el 29 de diciembre de 1953 al 29 de marzo de 1958. El curso académico 1982-1983 del Colegio de Europa fue bautizado en su honor.

## Trayectoria
Bech estudió Derecho en Friburgo y París antes de doctorarse en Derecho en 1912, y obtener el título de abogado en 1914. Ese mismo año, el 30 de junio, fue elegido miembro de la Cámara de Diputados luxemburguesa por el recién fundado Partido de la Derecha, en representación del cantón de Grevenmacher.
El 15 de abril de 1921, Bech fue nombrado miembro del gabinete de Émile Reuter, ocupando los cargos de ministro del Interior y ministro de Educación de Luxemburgo. En 1925, Bech perdió esos cargos, ya que el Partido de la Derecha fue desplazado del gobierno por una coalición de los otros partidos, que formaron el gobierno bajo Pierre Prüm.
Cuando la coalición de Prüm se derrumbó en 1926, Bech fue nombrado primer ministro, así como en ministro de Asuntos Exteriores, Educación y Viticultura. Seguiría siendo ministro de Asuntos Exteriores y Viticultura hasta 1954. Su mandato como primer ministro, por otra parte, duró hasta 1937, cuando dimitió por el resultado del referéndum sobre la Maulkuerfgesetz. También ocupó las carteras de Agricultura, Artes y Ciencias e Interior.
Con la invasión alemana de Luxemburgo el 10 de mayo de 1940, la mayor parte del gobierno abandonó rápidamente Ciudad de Luxemburgo y escapó a Francia.
Fue en Burdeos donde Bech y su familia obtuvieron visados de tránsito del cónsul portugués Aristides de Sousa Mendes, junto con el resto del gobierno y la Familia Gran Ducal de Luxemburgo, en junio de 1940.Joseph, junto con su esposa Georgette, y sus hijos Charles y Betty, siguieron a la familia Gran Ducal por Coimbra y Lisboa, estableciéndose en Praia das Maçãs después de que la familia Gran Ducal se hubiera trasladado a Cascais.  En agosto, todo el séquito se había trasladado a Monte Estoril, donde los Bech se alojaron en el Chalet Posser de Andrade hasta el 26 de septiembre de 1940, a excepción de Carlos, que se quedaría hasta el 2 de octubre. El 26 de septiembre, Georgette y Betty embarcaron en el S.S. Excalibur rumbo a Nueva York, junto con el primer ministro de Luxemburgo Pierre Dupong y su esposa Sophie. Llegaron el 5 de octubre de 1940. Finalmente, Joseph Bech regresó a Londres, donde el gobierno luxemburgués en el exilio tenía su sede oficial.
Durante la Segunda Guerra Mundial, Bech fue ministro de Asuntos Exteriores del gobierno luxemburgués en el exilio en Londres. En calidad de tal, firmó el Convenio Aduanero de Londres por el que se establecía la Unión del Benelux en 1944.
Bech está considerado como uno de los 'Padres fundadores' de la Unión Europea y la Comunidad Europea. Fue uno de los participantes en la Conferencia de Mesina de 1955, que desembocaría en el Tratado de Roma de 1957.Volvió a ser primer ministro de 1953 a 1958, sucediendo a Pierre Dupong. Permaneció en el Gobierno hasta 1959, año en que pasó a ser Presidente de la Cámara de Diputados hasta 1964.
Bech falleció el 8 de marzo de 1975, a la edad de 88 años.

## Premios y reconocimientos
- Gran Cruz de la Orden de la Corona de Roble
- Gran Cruz de la Orden del León Blanco (1930)[9]
- Gran Condecoración de Honor en Oro con Banda por Servicios a la República de Austria (1955)[10]
- Gran Cruz de la Orden del Mérito de la República Federal de Alemania (1958)
- Doctor honoris causa por la Universidad de Innsbruck (1968)[11]
- Premio Carlomagno (26 de mayo de 1960) - en reconocimiento a la obra de su vida y a sus altos méritos en pro de la unificación de Europa, que iniciada en la antigua Sociedad de Naciones y en las instituciones europeas tomó su decidida continuación.[12]